# (11005) Waldtrudering
(11005) Waldtrudering est un astéroïde de la ceinture principale.

## Description
(11005) Waldtrudering est un astéroïde de la ceinture principale. Il fut découvert le 6 août 1980 à La Silla par Richard M. West. Il présente une orbite caractérisée par un demi-grand axe de 2,66 UA, une excentricité de 0,20 et une inclinaison de 8,4° par rapport à l'écliptique.

## Compléments